# Dracocephalum austriacum
La melissa austriaca (nome scientifico Dracocephalum austriacum L., 1753) è una pianta perenne della famiglia delle Lamiaceae.

## Etimologia
Il nome generico (Dracocephalum) deriva da due parole greche per "drago" e "testa" ( = testa di drago) e fa riferimento alla particolare forma della corolla di queste piante. Il termine specifico (austriacum) significa "dall'Austria".
Il nome scientifico della specie è stato definito da Linneo (1707 – 1778), conosciuto anche come Carl von Linné, biologo e scrittore svedese considerato il padre della moderna classificazione scientifica degli organismi viventi, nella pubblicazione "Species Plantarum - 2: 595. 1753" del 1753.

## Descrizione

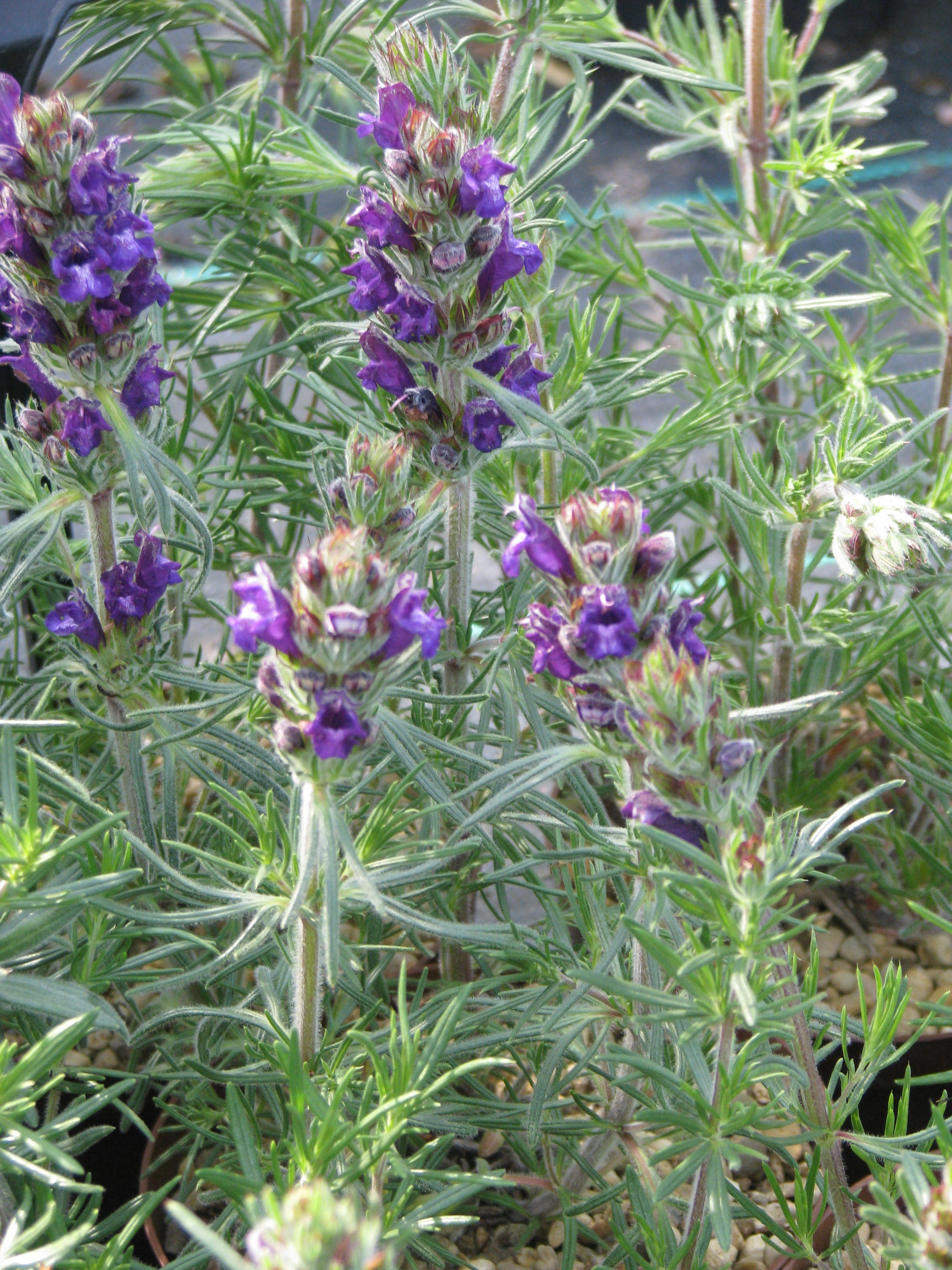
Il portamento

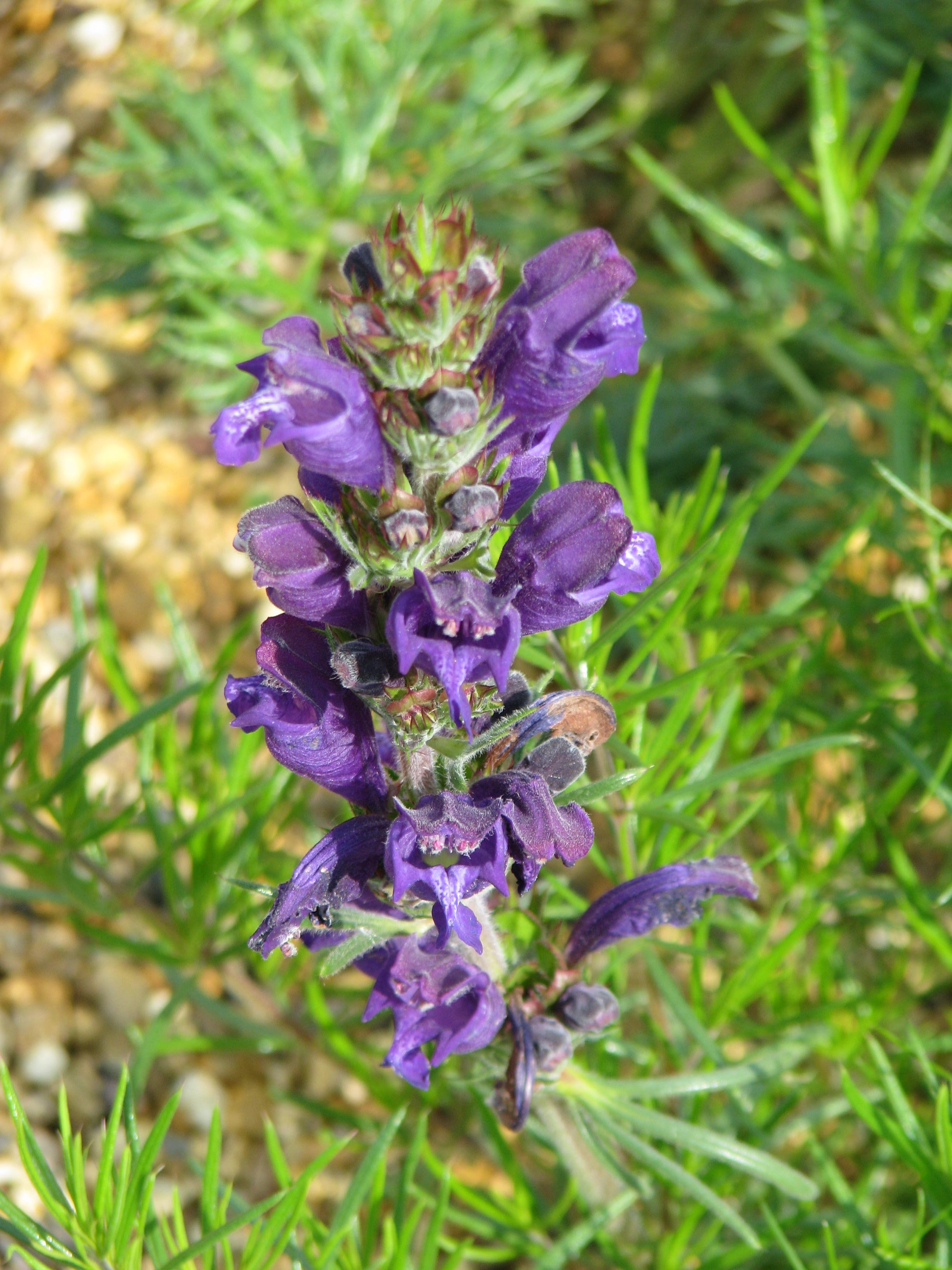
Infiorescenza

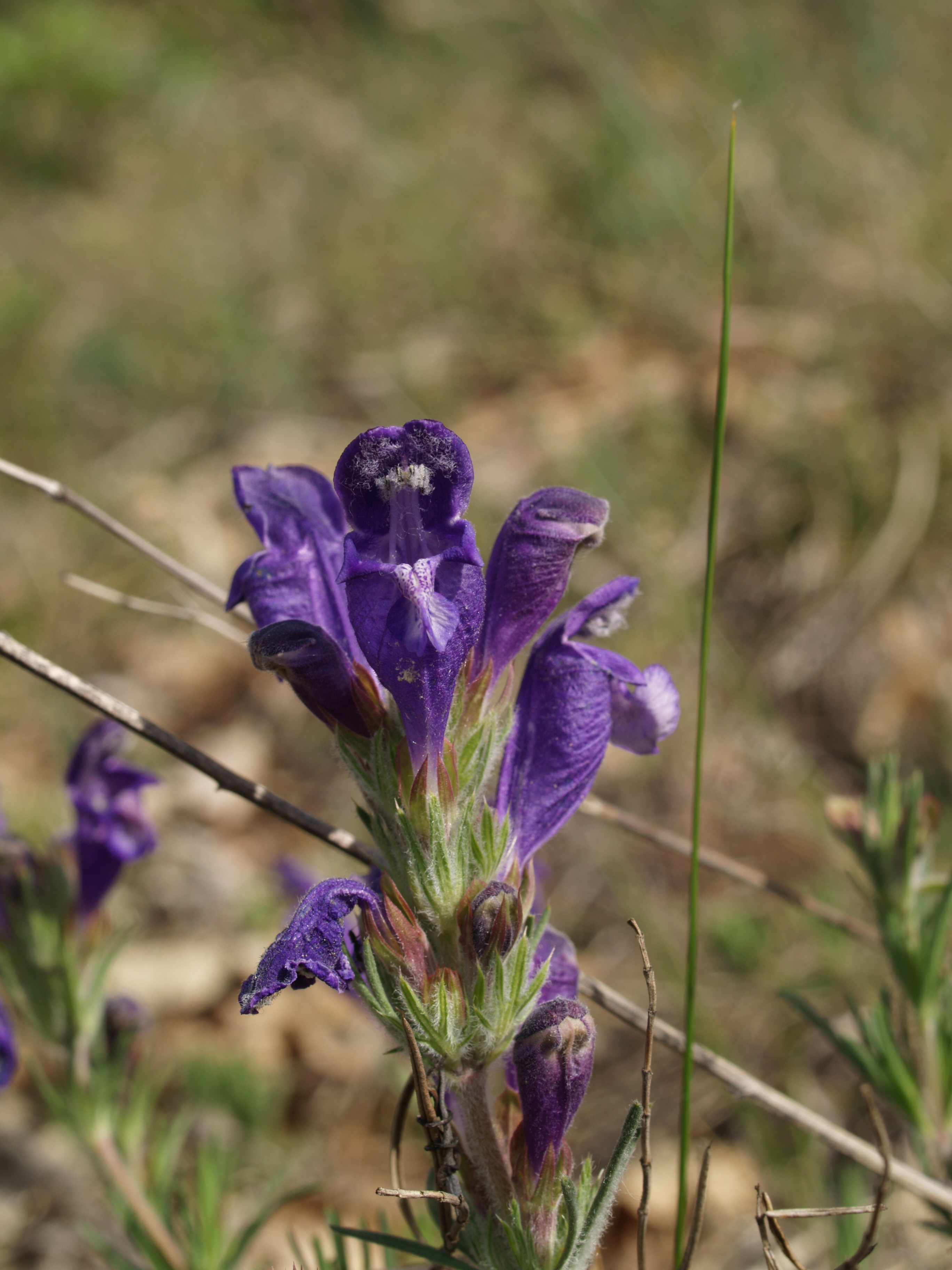
I fiori

Queste piante arrivano ad una altezza di 40 – 60 cm. La forma biologica è camefita suffruticosa (Ch suffr), sono piante perenni e legnose alla base, con gemme svernanti poste ad un'altezza dal suolo tra i 2 ed i 30 cm (le porzioni erbacee seccano annualmente e rimangono in vita soltanto le parti legnose). In alcuni casi la forma biologica può essere considerata anche emicriptofita (piante erbacee, a ciclo biologico perenne, con gemme svernanti al livello del suolo e protette dalla lettiera o dalla neve).

### Radici
Le radici sono del tipo fascicolato.

### Fusto
La parte aerea del fusto è legnosa, eretta con peli lanosi addensati soprattutto ai nodi. La sezione del fusto è tetragona (quadrangolare) a causa della presenza di fasci di collenchima posti nei quattro vertici. 

### Foglie
Le foglie, subsessili, lungo il fusto sono disposte in modo opposto (in genere a 2 a 2) e ogni coppia successiva è disposta ad angolo retto rispetto alla sottostante (disposizione decussata). La forma della lamina delle foglie inferiori è divisa in 3 - 7 lacinie lineari; quelle superiori sono semplici e convolute (alla fine anche queste di aspetto lineare). Le stipole sono assenti. Dimensione delle foglie: larghezza 1 - 1,5 mm; 18 – 25 mm. 

### Infiorescenza
Le infiorescenze sono formate da alcuni fiori (2 - 4) raccolti in più verticilli (o verticillastri) sovrapposti formanti nell'insieme una infiorescenza cilindrica e compatta. Le brattee dell'infiorescenza sono simili alle foglie ma più piccole.

### Fiore
I fiori sono ermafroditi, zigomorfi, tetrameri (4-ciclici), ossia con quattro verticilli (calice – corolla – androceo – gineceo) e pentameri (5-meri: la corolla e il calice, ossia il perianzio, sono a 5 parti). Lunghezza del fiore: 35 – 45 mm.
- Formula fiorale. Per la famiglia di queste piante viene indicata la seguente formula fiorale:

X, K (5), [C (2+3), A 2+2] G (2), supero, 4 nucule
- Calice: il calice del fiore è del tipo gamosepalo e bilabiato (subzigomorfo), con forme campanulate e terminate con 5 denti acuti disuguali con struttura più o meno 3/2. La superficie del calice, pubescente, è percorsa da una decina (da 13 a 15) di nervature longitudinali. Lunghezza del tubo: 9 mm. Lunghezza dei denti: 6 mm. Quello superiore è largo 3 - 4 volte gli altri.
- Corolla: la corolla, gamopetala, è a simmetria bilabiata (zigomorfa) con struttura 1/3 (oppure 2/3) terminante con 4 lobi patenti (i due petali superiori sono concresciuti). Il tubo è cilindrico-campanulato appena incurvato ed è ricoperto in parte dal calice. Il labbro superiore è patente-ricurvo (simile ad un cappuccio); il labbro inferiore ha tre lobi: uno grande centrale e due minori laterali. I lobi sono appena smarginati. La parte interna della corolla è priva dell'anello di peli. Il colore è azzurro-violetto. Lunghezza della corolla: 30 – 40 mm.
- Androceo: gli stami sono quattro (manca il mediano, il quinto) didinami (una coppia è più lunga); sono tutti fertili e generalmente sono inclusi nel tubo corollino. I filamenti, adnati alla corolla, sono paralleli e ravvicinati al labbro superiore della corolla. Le antere, hanno forme più o meno arrotondate, mentre le teche sono due e divaricate (divergono di 180°). I granuli pollinici sono del tipo tricolpato o esacolpato.
- Gineceo: l'ovario è supero (o anche semi-infero) formato da due carpelli saldati (ovario bicarpellare) ed è 4-loculare per la presenza di falsi setti divisori all'interno dei due carpelli. La placentazione è assile. Gli ovuli sono 4 (uno per ogni presunto loculo), hanno un tegumento e sono tenuinucellati (con la nocella, stadio primordiale dell'ovulo, ridotta a poche cellule).[13]. Lo stilo inserito alla base dell'ovario (stilo ginobasico) è del tipo filiforme e più o meno lungo come gli stami. Lo stigma è bifido con lobi subuguali. Il nettario è un disco alla base e intorno all'ovario più sviluppato anteriormente e ricco di nettare.
- Fioritura: da giugno a luglio.

### Frutti
Il frutto è uno schizocarpo composto da 4 nucule (tetrachenio) secche, con forme da ovoidi a oblunghe fortemente trigone, con superficie liscia e glabra. L'endosperma è scarso o assente.

## Riproduzione
- Impollinazione: l'impollinazione avviene tramite insetti tipo ditteri e imenotteri, raramente lepidotteri (impollinazione entomogama).[9][14]
- Riproduzione: la fecondazione avviene fondamentalmente tramite l'impollinazione dei fiori (vedi sopra).
- Dispersione: i semi cadendo a terra (dopo essere stati trasportati per alcuni metri dal vento – disseminazione anemocora) sono successivamente dispersi soprattutto da insetti tipo formiche (disseminazione mirmecoria).

## Distribuzione e habitat

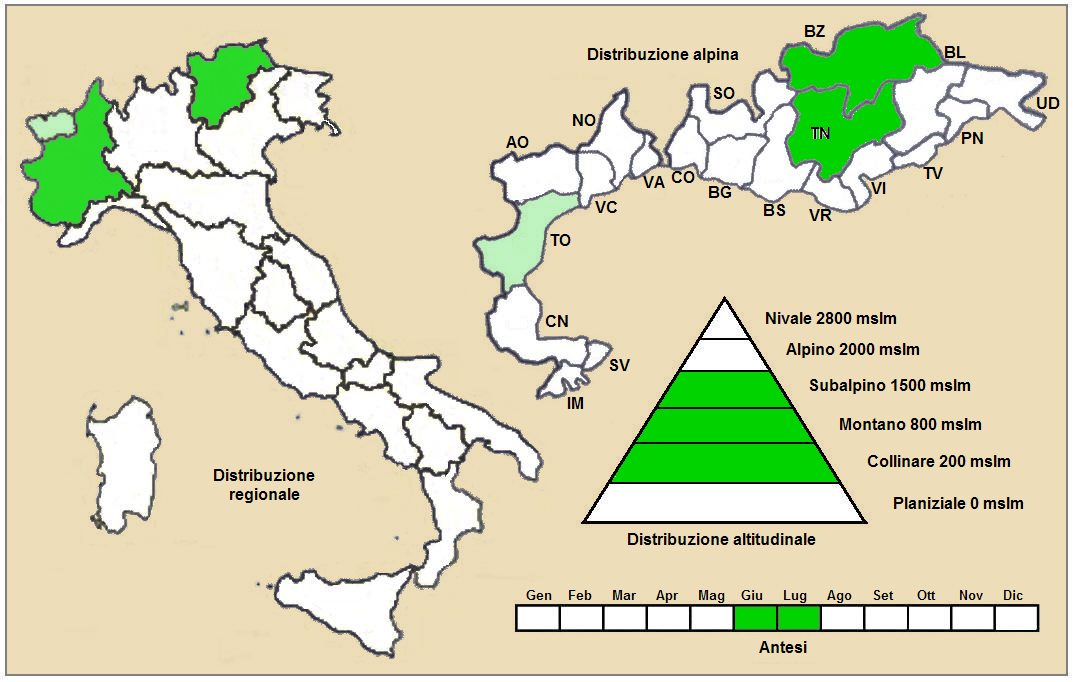
Distribuzione della pianta
(Distribuzione regionale – Distribuzione alpina)

- Geoelemento: il tipo corologico (area di origine) è Orofita Sud Europeo - Caucasico (substeppico).
- Distribuzione: in Italia è una specie rara e si trova in Piemonte e nel Trentino-Alto Adige. Fuori dall'Italia, sempre nelle Alpi, questa specie si trova in Francia (dipartimenti di Alpes-de-Haute-Provence, Hautes-Alpes, Alpes-Maritimes, Drôme, Isère e Savoia, Alta Savoia), in Svizzera (cantoni Vallese e Grigioni), in Austria (Länder dell'Austria Inferiore). Sugli altri rilievi europei collegati alle Alpi si trova nei Pirenei e Carpazi.[16] Nel resto dell'Europa si trova soprattutto nell'areale sud-orientale compresa la Transcaucasia e l'Anatolia.[17]
- Habitat: l'habitat tipico per questa pianta sono i pendii aridi e rupestri e i cedui su calcare; ma anche le praterie rase, prati e pascoli aridi dal piano collinare a quello subalpino. Il substrato preferito è calcareo con pH basico, bassi valori nutrizionali del terreno che deve essere arido.[16]
- Distribuzione altitudinale: sui rilievi alpini queste piante si possono trovare da 1300 a 2000  m s.l.m.; frequentano quindi i seguenti piani vegetazionali:collinare, montano e aubalpino.

### Fitosociologia
Dal punto di vista fitosociologico alpino Dracocephalum austriacum appartiene alla seguente comunità vegetale:
- Formazione: delle comunità a emicriptofite e camefite delle praterie rase magre secche

- Classe: Festuco-Brometea

- Ordine: Festucetalia valesiacae

## Ecologia
Questa specie è rara in quanto confinata in zone xerotermiche a clima continentale. Probabilmente è una specie di origine terziaria, ma mentre nel bacino pannonico e sarmatico l'areale si è contratto a causa delle oscillazioni climatiche, nelle Alpi la Dracocephalum austriacum è reimmigrata nel periodo caldo susseguente all'ultima glaciazione.

## Tassonomia
La famiglia di appartenenza della specie (Lamiaceae), molto numerosa con circa 250 generi e quasi 7000 specie, ha il principale centro di differenziazione nel bacino del Mediterraneo e sono piante per lo più xerofile (in Brasile sono presenti anche specie arboree). Per la presenza di sostanze aromatiche, molte specie di questa famiglia sono usate in cucina come condimento, in profumeria, liquoreria e farmacia. La famiglia è suddivisa in 7 sottofamiglie: il genere Dracocephalum è descritto nella tribù Mentheae (sottotribù Nepetinae) appartenente alla sottofamiglia Nepetoideae.
Il numero cromosomico di D. austriacum è: 2n = 14.

### Sinonimi
Questa entità ha avuto nel tempo diverse nomenclature. L'elenco seguente indica alcuni tra i sinonimi più frequenti:
- Zornia partita Moench
- Ruyschiana laciniata  Mill.
- Ruyschiana austriaca  (L.) House
- Dracontocephalum laciniatum  (Mill.) St.-Lag.

### Specie simili
Una specie simile a quella di questa voce è Dracocephalum ruyschiana (l'altra specie del genere Dracocephalum presente in Italia). La specie D. ruyschiana si distingue soprattutto per la forma intera delle foglie e una corolla più piccola.

## Altre notizie
La testa di drago austriaca in altre lingue è chiamata nei seguenti modi:
- (DE)  Österreicher Drachenkopf
- (FR)  Dracocéphale d'Austriche
- (EN)  Austrian Dragonhead